# Ede-Karoly Molnar
Ede-Karoly Molnar (* 6. März 1996 in Sfântu Gheorghe) ist ein rumänischer Cross-Country-Mountainbiker, der auf die Unterdisziplin Eliminator spezialisiert ist.

## Sportlicher Werdegang
Als Junior gewann Molnar 2014 die Landesmeisterschaften im olympischen Cross-Country (XCO). In der U23 und Elite konnte er trotz zahlreicher Podiumsplätze keine weiteren Titel in dieser Disziplin gewinnen. Er erzielte einige Siege bei Mountainbike-Rennen in Rumänien und den übrigen Balkanländern, hatte aber keine bedeutenden Resultate im Weltcup und bei Weltmeisterschaften.
Erfolge erzielte Molnar vor allem im Cross-Country Eliminator (XCE), wo er seine Sprintqualitäten ausspielen konnte. In dieser Disziplin war er von 2016 bis 2023 ununterbrochen rumänischer Meister. International trat er hier erst 2022 bei den Europameisterschaften in Erscheinung, gewann aber auf Anhieb die Bronzemedaille. 2023 in Sakarya wurde er Europameister. Ab 2023 nahm er auch am Eliminator-Weltcup teil und erzielte 2024 in Paris seinen ersten Weltcup-Sieg.
2024 wurde Molnar anstelle des gesperrten Vlad Dascălu für das olympische Mountainbikerennen nominiert. Dort brach ihm vorzeitig ein Laufrad, infolge der dadurch verlorenen Zeit wurde er überrundet und aus dem Rennen genommen. Noch immer in Abwesenheit Dascălus gewann Molnar im August des Jahres erstmals die Landesmeisterschaften im XCO und im XCC (Shorttrack). 
Im Cyclocross, der im Winter stattfindet, beschränkten sich Molnars Aktivitäten auf die Teilnahme an nationalen Wettkämpfen. Ende 2019 gewann er einmalig die rumänischen Meisterschaften.

## Erfolge
2014
 Rumänischer Meister (Junioren) – Cross-Country XCO
2016
 Rumänischer Meister – Eliminator XCE
2017
 Rumänischer Meister – Eliminator XCE
2018
 Rumänischer Meister – Marathon XCM
 Rumänischer Meister – Eliminator XCE
2019
 Rumänischer Meister – Cyclocross
 Rumänischer Meister – Eliminator XCE
2020
 Rumänischer Meister – Eliminator XCE
2021
 Rumänischer Meister – Eliminator XCE
2022
 Rumänischer Meister – Eliminator XCE
 Europameisterschaften – Eliminator XCE
2023
 Europameister – Eliminator XCE
 Rumänischer Meister – Eliminator XCE
2024
Eliminator-Weltcup in Paris
 Rumänischer Meister – Cross-Country XCO, Shorttrack XCC
 Europameisterschaften – Eliminator XCE